# Bản đồ tiếp cận cho Người khuyết tật
Bản đồ tiếp cận là một dự án xã hội của DRD Việt Nam nhằm thực tiễn bộ Luật Người Khuyết Tật ở Việt Nam (có hiệu lực từ ngày 01/01/2011). Dự án này nhằm tăng sự hoà nhập của Người khuyết tật với cộng đồng và nâng cao nhận thức của cộng đồng về nhu cầu hoà nhập chính đáng của Người khuyết tật trong sự tiếp cận các công trình dân dụng và công trình công cộng.

## Cơ sở pháp lý của dự án
Nhận thấy nhu cầu tiếp cận các công trình của Người khuyết tật, năm 2002 Bộ Xây dựng đã ký Quyết định số 01/2002-BXD ban hành bộ Quy chuẩn xây dựng và tiêu chuẩn xây dựng cho các đơn vị chủ quản, bao gồm các văn bản hướng dẫn với đầy đủ số liệu cụ thể trong xây dựng:
- + QCXDVN 01: 2002, Quy chuẩn xây dựng công trình để đảm bảo người tàn tật tiếp cận sử dụng.
- + TCXDVN 264: 2002, Nhà và công trình - Nguyên tắc cơ bản xây dựng công trình để đảm bảo người tàn tật tiếp cận sử dụng.

Văn bản được biên soạn căn cứ vào Pháp lệnh về người tàn tật:
Điều 26: "Việc đầu tư xây dựng mới hoặc cải tạo công trình nhà ở, các công trình công cộng và thiết kế chế tạo các dụng cụ sinh hoạt, các phương tiện giao thông, liên lạc phải tính đến nhu cầu sử dụng thuận tiện của người tàn tật, trước hết là người tàn tật các dạng vận động, thị giác, đồng thời phải tuân thủ tiêu chuẩn, quy chuẩn xây dựng do cơ quan Nhà nước có thẩm quyền ban hành".
Ngày 01/01/2011, Luật về Người khuyết tật chính thức có hiệu lực, trong Điều 2, khoản 8 có đề cập về vấn đề tiếp cận như sau:
"Tiếp cận là việc người khuyết tật sử dụng được công trình công cộng, phương tiện giao thông, công nghệ thông tin, dịch vụ văn hóa, thể thao, du lịch và dịch vụ khác phù hợp để có thể hòa nhập cộng đồng."

## Mục tiêu của dự án
- Tạo cơ hội thuận tiện cho người khuyết tật hoà nhập vào xã hội:

Bản thân người khuyết tật (NKT), việc ra ngoài được đã rất khó khăn và cần sự hỗ trợ, Thế nhưng, để biết được địa điểm tiếp cận mà họ có thể đến mà không gặp rào cản thì vẫn thiếu thông tin hoặc họ tìm rất khó khăn. Chính vì điều này đã góp phần giới hạn khả năng hòa nhập xã hội của NKT. Việc không tiếp cận không những gây tác động hạn chế việc đi lại, tham gia vào xã hội đối với NKT mà cả người cao tuổi, phụ nữ đẩy xe nôi và người đi lại khó khăn.
- Thực hiện vận động biện hộ để góp phần thúc đẩy chính sách cho người khuyết tật:

Đồng thời dự án sẽ như một công cụ cho việc vận động biện hộ, đưa ra các bằng chứng cụ thể rằng xã hội vẫn còn rất nhiều rào cản tiếp cận cho NKT, giúp các nhà thực hiện chính sách sẽ có hướng phát triển công trình công cộng và xã hội thân thiện hơn với NKT, góp phần vào bình đẳng cơ hội cho NKT.
Tính bền vững của dự án:
- Thông tin trên web Bản đồ tiếp cận cho phép người vào có thể chỉnh sửa và cập nhật.
- Việc tiếp cận của các công trình luôn thay đổi, công cụ này có thể đảm bảo bản đồ có khả năng sát với thực tế cao
- Số liệu về tình hình tiếp cận ở các quận được khảo sát trong Thành phố Hồ Chí Minh có thể dùng như bằng chứng cụ thể và hỗ trợ cho việc vận động biện hộ về quyền của người khuyết tật cho các dự án sau này.
- Là tiền đề cho việc cải thiện các địa điểm chưa tiếp cận ở thành phố
- Khuyến khích thực hiện bản đồ tiếp cận trên quy mô toàn quốc.

## Sản phẩm đầu ra của dự án
1. Bản đồ tiếp cận bằng giấy thể hiện trong phạm vi quận 1 và quận 3 và phát miễn phí cho NKT, và các công ty du lịch phục vụ cho khách là NKT và người cao tuổi. Đính kèm sổ tay hướng dẫn tiếp cận.
2. Bản đồ trực tuyến với phạm vi Thành phố Hồ Chí Minh, nơi mọi người đều có thể xem, tìm kiếm đường đi và cập nhật, sửa đổi thông tin.

## Đối tượng thụ hưởng
- Người khuyết tật: bao gồm những người khuyết tật bẩm sinh và cả những người khuyết tật do tai nạn.
- Người cao tuổi, người đau bệnh nên gặp khó khăn trong sinh hoạt hằng ngày
- Người đi lại khó khăn
- Khách du lịch là người khuyết tật trong và ngoài nước

Có rất nhiều dạng khuyết tật và hạn chế tiếp cận. Tuy nhiên, trong phạm vi của dự án này chỉ tập trung vào vận động xoá rào cản tiếp cận dành cho đối tượng khuyết tật vận động, các nhóm nhu cầu tiếp cận khác chỉ là hoạt động hỗ trợ của dự án.

## Các hoạt động của dự án

### Giai đoạn 1
Với mục tiêu là:
- Hoàn thành bản đồ phiên bản giấy và website
- Giúp cộng đồng nhận biết về vấn đề tồn tại rào cản tiếp cận trong thành phố

Giai đoạn 1 của dự án Bản Đồ Tiếp Cận gồm các hoạt động:
1. Hoạt động 1: Chia sẻ, tập huấn về cách đánh giá tiếp cận cho NKT cho tình nguyện viên
2. Hoạt động 2: Khảo sát, đánh giá các công trình
3. Hoạt động 3: Phân tích dữ liệu và thể hiện trên bản đồ giấy và web
4. Hoạt động 4: Thực hiện trang web bản đồ
5. Hoạt động 5: Thực hiện vẽ bản đồ giấy
6. Hoạt động 6: Xuất bản bản đồ
7. Hoạt động 7: Truyền thông dự án với cộng đồng, bao gồm:

- Truyền thông online: khai thác thế mạnh của mạng xã hội để thay đổi nhận thức của cộng đồng
- Truyền thông offline: các buổi nói chuyện trực tiếp với sinh viên tại các trường đại học, cao đẳng, trường đào tạo nghề, các trung tâm xã hội về vấn đề tiếp cận

1. Hoạt động 8: Hội thảo giới thiệu về bản đồ tiếp cận

### Giai đoạn sau
- Vận động cải tạo những điểm chưa tiếp cận thành những điểm tiếp cận cho người khuyết tật.
- Xây dựng và phát hành các ấn phẩm hướng dẫn tiếp cận
- Xây dựng cổng thông tin các địa điểm tiếp cận cho mọi người, góp phần tăng phúc lợi xã hội, nâng cao văn minh đô thị và phát triển du lịch cho nước nhà.

## Phát hành
Sau hơn 1 năm, 50 tình nguyện viên của DRD đã khảo sát 1.800 công trình công cộng (bệnh viện, trường học, nhà hàng,…) trên địa bàn Thành phố Hồ Chí Minh và phát hành bản đồ tiếp cận TPHCM lần đầu vào cuối năm 2012, được tổ chức ra mắt vào ngày 30 tháng 9 năm 2012.

## Nhân sự của dự án
| Họ & Tên                 | Chuyên môn                                                          | Vị trí công tác                                    |
| ------------------------ | ------------------------------------------------------------------- | -------------------------------------------------- |
| Cố vấn dự án             |                                                                     |                                                    |
| TS. Võ Thị Hoàng Yến     | Giám đốc Trung tâm DRD Việt Nam                                     |                                                    |
| Ban điều hành dự án      |                                                                     |                                                    |
| Lê Minh Duy              | Kỹ sư công nghệ thông tin Đại học Khoa học Tự nhiên                 | Kỹ thuật viên và quản lý dữ liệu                   |
| Từ Mãnh Kỳ               | Phụ trách mảng truyền thông và sự kiện của DRD                      | Nhân sự, truyền thông và điều phối dự án           |
| Lê Thị Diễm Kiều         | Nhân viên mảng Sống độc lập của DRD                                 | Điều phối khảo sát và nhập liệu                    |
| Trương Huy Vũ            | Nhân viên mảng Sống độc lập của DRD                                 |                                                    |
| Ban tư vấn dự án         |                                                                     |                                                    |
| Phạm Thanh Thuý Vy       | Giảng Viên bộ môn Marketing trường ĐH Kinh tế Thành phố Hồ Chí Minh | Hỗ trợ lập kế hoạch chiến lược, truyền thông       |
| Nhóm Luật sư cố vấn      |                                                                     | Tư vấn luật                                        |
| Nhóm Kiến trúc sư cố vấn | Tư vấn về đô thị                                                    |                                                    |
| Tình nguyện viên         | hơn 40 Sinh viên các trường Đại học, Cao đẳng                       | Khảo sát, thu thập dữ liệu, hỗ trợ tổ chức sự kiện |
| Thực tập sinh            | 15 Sinh viên chuyên ngành Đô thị Học                                | Tham gia các mảng hoạt động của dự án              |